# Dierks
Dierks es una ciudad ubicada en el condado de Howard en el estado estadounidense de Arkansas. En el Censo de 2010 tenía una población de 1133 habitantes y una densidad poblacional de 231,46 personas por km².

## Geografía
Dierks se encuentra ubicada en las coordenadas 34°7′11″N 94°1′3″O / 34.11972, -94.01750. Según la Oficina del Censo de los Estados Unidos, Dierks tiene una superficie total de 4.9 km², de la cual 4.9 km² corresponden a tierra firme y (0%) 0 km² es agua.

## Demografía
Según el censo de 2010, había 1133 personas residiendo en Dierks. La densidad de población era de 231,46 hab./km². De los 1133 habitantes, Dierks estaba compuesto por el 94.88% blancos, el 0.35% eran afroamericanos, el 1.24% eran amerindios, el 0% eran asiáticos, el 0% eran isleños del Pacífico, el 2.12% eran de otras razas y el 1.41% pertenecían a dos o más razas. Del total de la población el 4.24% eran hispanos o latinos de cualquier raza.
Se contaron 465 hogares, de los cuales 32,5% tenían niños menores de 18 años, 63,9% eran parejas casadas viviendo juntos, 6,9% tenían una mujer como cabeza del hogar sin marido presente y 24,9% eran hogares no familiares. 22,4% de los hogares eran un solo miembro y 13,8% tenían alguien mayor de 65 años viviendo solo. La cantidad de miembros promedio por hogar era de 2,56 y el tamaño promedio de familia era de 2,96.
En la ciudad la población está distribuida en 25,1% menores de 18 años, 8,3% entre 18 y 24, 26,7% entre 25 y 44, 19,8% entre 45 y 64 y 20,1% tenían 65 o más años. La edad media fue 38 años. Por cada 100 mujeres había 85,8 varones. Por cada 100 mujeres mayores de 18 años había 85,3 varones.
El ingreso medio para un hogar en la ciudad fue de $27.900 y el ingreso medio para una familia $31.667. Los hombres tuvieron un ingreso promedio de $26.765 contra $18.125 de las mujeres. El ingreso per cápita de la ciudad fue de $13.515. Cerca de 9,8% de las familias y 12,6% de la población estaban por debajo de la línea de pobreza, 14,5% de los cuales eran menores de 18 años y 22,1% mayores de 65.